# Niskonsaari
Niskonsaari är en ö i Finland. Den ligger i sjön Pihlajavesi och i kommunen Nyslott i  landskapet Södra Savolax, i den sydöstra delen av landet, 270 km nordost om huvudstaden Helsingfors. Öns area är 45,3 hektar och dess största längd är 1 kilometer i sydöst-nordvästlig riktning.